# Onthophagus roessneri
Onthophagus roessneri é uma espécie de inseto do género Onthophagus, família Scarabaeidae, ordem Coleoptera.
Foi descrita cientificamente por Ziani em 2016.